# Telura imparilis
Telura imparilis är en skalbaggsart som beskrevs av Britton 1987. Telura imparilis ingår i släktet Telura och familjen Melolonthidae. Inga underarter finns listade i Catalogue of Life.